# Heilig-Hartkapel (Sevenum)

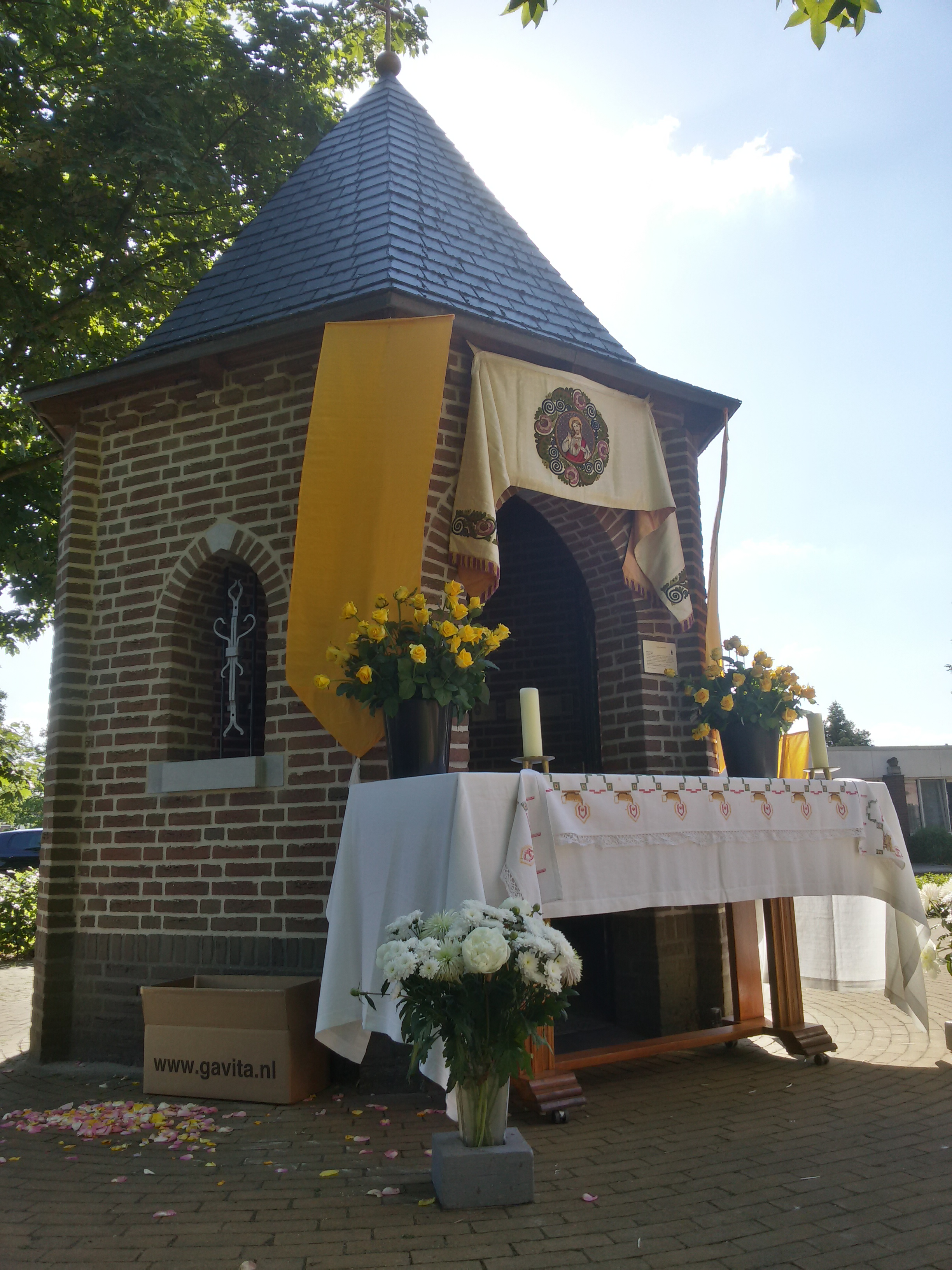
De Heilig-Hartkapel

De Heilig-Hartkapel is een kapel in Sevenum in de Nederlands Noord-Limburgse gemeente Horst aan de Maas. De kapel staat achter verzorgingshuis Sevenheym aan de Schoutstraat in het zuidelijke deel van het dorp.
De kapel is gewijd aan heilige hart van Jezus.

## Geschiedenis
Rond 1900 bouwde men in Sevenum de Heilig-Hartschool waarbij in de gevel een beeld was geplaatst.
In 1989 werd het schoolgebouw gesloopt, maar het gevelbeeld werd behouden en gerestaureerd.
In 1995 werd de kapel gebouwd door leerlingen van Bouwopleidingscentrum Horst om het oude gevelbeeld van de school voor de toekomst te behouden. Op  5 juni 1996 werd de kapel ingezegend.

## Gebouw
De open bakstenen kapel met neogotische vormen is opgetrokken op een zeshoekig plattegrond en wordt gedekt door een tentdak van leien met een hol gebogen dakvoet. Op de top staat een goudkleurige koperen bol met daarop een goudkleurig koperen kruis. Op de hoeken van de kapel zijn steunberen aangebracht en de kapel heeft een plint van donkere bakstenen. In de drie achterste gevels is elk de letter P, A of X gevormd door ingemetselde bakstenen met donkere kleur. Deze letters vormen samen het woord pax wat vrede betekent. Aan de voorzijde is in de twee schuine gevels een spitsboogvenster aangebracht met hardstenen sluitsteen en in de vensters sieren twee muurankers van het oude schoolgebouw. In de frontgevel bevindt zich de spitsboogvormige toegang van de kapel met een hardstenen sluitsteen, afgesloten door een metalen hek.
Van binnen is de kapel uitgevoerd in baksteen op een iets donkere bakstenen plint. Tegen de achterwand is een laag bakstenen altaar gemetseld met een natuurstenen plaat. Op het altaar staat het keramieken Heilig Hartbeeld.